# Sigmund Lebert
Œuvres principales
- Grosse theoretisch-praktische Klavierschule

Sigmund (ou Sigismund ou Siegmund) Lebert, né Samuel Levi le 12 décembre 1821 à Ludwigsburg et mort le 8 décembre 1884 à Stuttgart, est un pianiste et professeur allemand.

## Biographie
Né dans une famille juive, Lebert a grandi dans un milieu modeste à Ludwigsburg. Après que son talent musical eut été remarqué, Lebert se rendit à Stuttgart en 1835, où Josef Abenheim (1804-1891), le violoniste dans l’orchestre de la cour de Wurtemberg, lui enseigna le piano et la théorie de l’harmonie. Lebert reçut également une formation vocale. Abenheim réussit à obtenir pour son élève une bourse à l’Israelitischen Oberkirchenbehörde de Stuttgart. Grâce à ce soutien, ainsi qu’aux leçons de piano qu’il donnait, Lebert put poursuivre des études au Conservatoire de Prague de 1837 à 1839, où il côtoya, entre autres, Václav Jan Tomášek, Friedrich Dionys Weber (1766-1842), Josef Proksch (1794-1864) et Sigmund Goldschmidt (1815-1877). 
Après avoir terminé ses études musicales, Lebert retourna à Stuttgart et se consacra à l’enseignement à partir de 1839. Vivant avec son frère ainé, Jacob Lévi (1814-1883), qui était employé à la cour comme musicien, il travailla comme professeur de piano en poursuivant sa formation musicale avec Wilhelm Bernhard Molique, directeur musical royal et chef d’orchestre à Stuttgart. Au milieu des années 1840, Lebert fut actif comme professeur de musique dans une école de Ludwigsburg.
En 1846, il se convertit au catholicisme et change de nom. En 1850, il s’installe à Munich, où il se fit un nom comme professeur de piano et instruisit, entre autres, Sophie Menter (1846-1918), alors âgée de 7 ans. Lebert noua de nombreux contacts dans la scène musicale qui s’était formée à Munich, à l’époque de Maximilien II. Il fit ainsi la connaissance du pianiste et compositeur Ludwig Stark (1831-1884) qui devint son proche collaborateur.
Après son retour à Stuttgart, Lebert fonda, le 15 avril 1857, avec Ludwig Stark, le musicien de l’église Immanuel Faißt (1823-1894) ainsi que le professeur de musique et compositeur Wilhelm Speidel (1826-1899), l’École de Musique de Stuttgart avec 60 élèves, rue Eberhardstrasse. La volonté de son fondateur était que celle-ci remplisse la double fonction de centre de formation pour les musiciens professionnels et d’école de musique pour les dilettantes. En 1865, l’établissement était devenu un conservatoire de musique renommé. On compte au nombre des étudiants de Lebert, outre Sophie Menter, la pianiste Anna Mehlig (1846-1928), le compositeur Otto Barblan (1860-1943) et le maitre de piano Adolf Ruthardt (1849-1934).

## Œuvres
La notoriété de Lebert est essentiellement liée à sa méthode de piano, Grosse theoretisch-praktische Klavierschule qu’il publia, en collaboration avec Ludwig Stark, en 1858, et qui fut traduite en plusieurs langues, largement distribuée en Europe et en Amérique et dans sa quatrième édition en 1870. La méthode Lebert et Stark est typique de la technique pianistique héritée du clavecin du XIXe siècle, fondée sur « l’indépendance » et « l’articulation » des doigts isolés qui doivent tomber, comme de petits marteaux, sur les touches du haut (« bien lever les doigts ») qui excluent totalement le poids du bras et de l’avant-bras. « La main, lit-on au chap. 19 du Klavierschule, doit rester légèrement inclinée vers le pouce de manière que chaque doigt monte et descende sur le clavier de la même hauteur. Ce n’est dans cette disposition que chaque doigt peut être formé à l’indépendance absolue ». Ceci représente l’ultime aboutissement d’une technique d’« une conception de la technique pianistique uniquement basée sur l’action des doigts. » La méthode Lebert et Stark a continué à jouir, en dépit des critiques, au XIXe et au XXe siècle, contre une telle approche par les partisans du renouveau de la technique du piano dans le sens physiologique, d’un grand succès pendant plus d’un siècle.